# Ammothella vanninii
Ammothella vanninii är en havsspindelart som beskrevs av Stock, J.H. 1982. Ammothella vanninii ingår i släktet Ammothella och familjen Ammotheidae. Inga underarter finns listade i Catalogue of Life.